# غاليريا فيتوريو إيمانويل الثاني

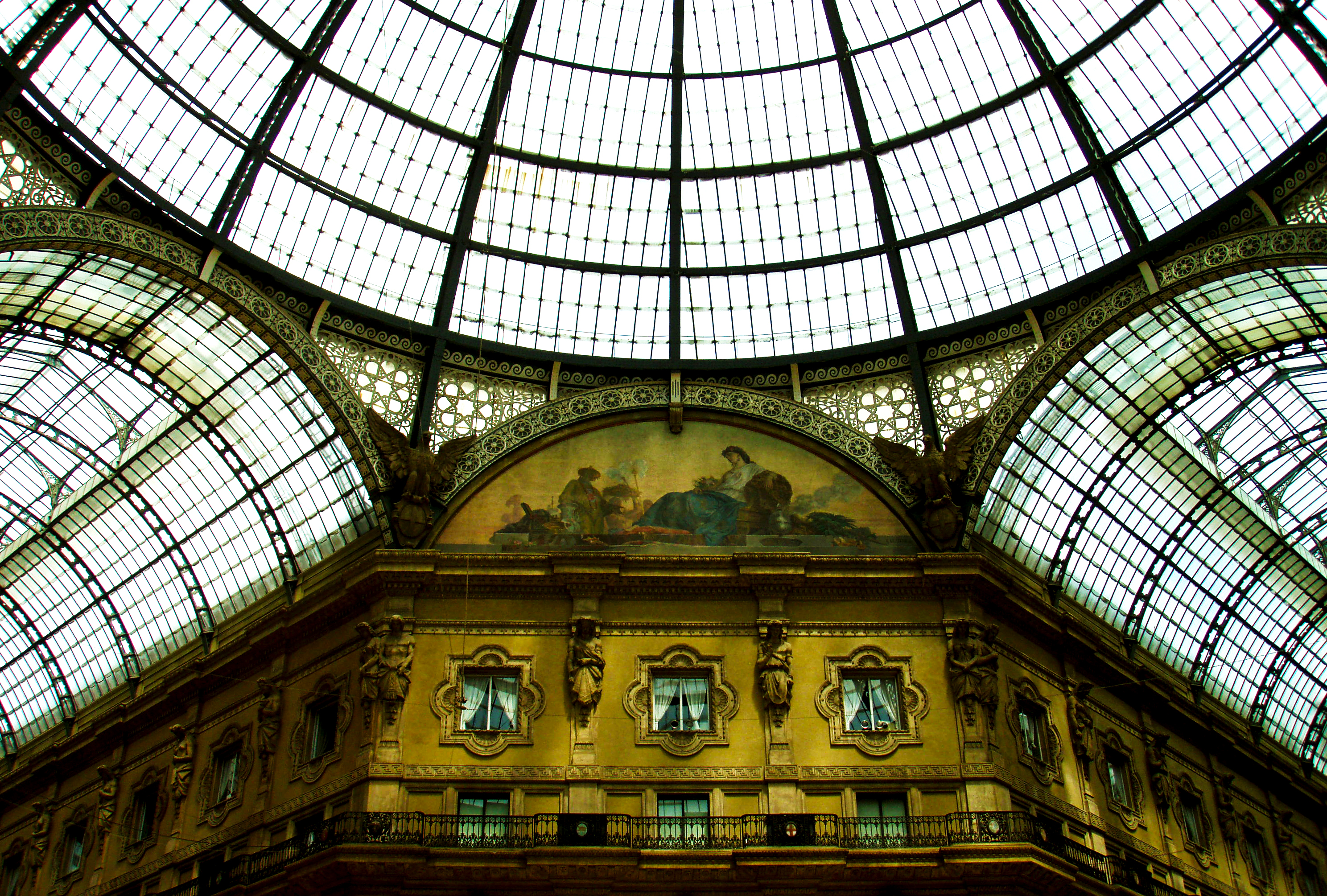
من داخل الغاليريا.

غاليريا فيتوريو ايمانويل الثاني هي ممر مزدوج مغطى يتكون من رواقين اثنين يلتقيان بزاويا قائمة متقاطعة بشكل مثمن وتقع على الجانب الشمالي من ساحة الكاتدرائية في ميلانو وتتصل ببياتسا ديلا سكالا. سميت فيتوريو ايمانويل الثاني تيمناً بأول ملك لإيطاليا الموحدة. صممت عام 1861 وبناها جوزيبي مينجوني بين 1865 و 1877.